# Burggarten-Basar
Der Burggarten-Basar (ungarisch Várkert Bazár) ist ein Markt in Budapests erstem Bezirk am Miklós-Ybl-Platz. Die denkmalgeschützte Anlage ist Teil der UNESCO-Welterbestätte Budapest mit Donau-Ufern, Burgviertel Buda und Andrássy-Straße. Sie bildet einen der Eingänge zum Burgberg.

## Geschichte

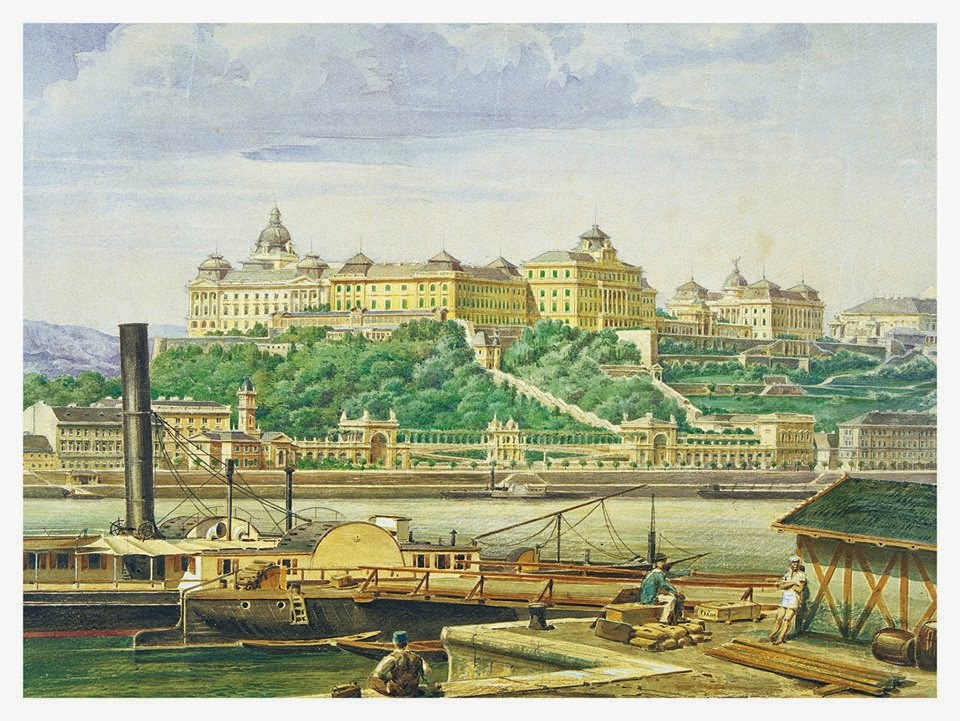
Der Burgpalast und der Markt davor am Ende des 19. Jahrhunderts

Im 19. Jahrhundert entwickelte sich der Stadtteil Pest auf der gegenüberliegenden Seite der Donau rasant, repräsentative Gebäude und Fußgängerzonen entstanden in der Nähe des Ufers. Buda hingegen wurde weiterhin von eingeschossigen Gebäuden aus dem 18. Jahrhundert geprägt. Zu Beginn der 1870er Jahre wurde die Idee geboren, ein repräsentatives Gebäude mit Gartenanlage am Fuß des Várhegy (deutsch Burgberg) zu bauen. Die Anlage wurde zwischen 1875 und 1883 nach den Plänen von Miklós Ybl im Stil der Neorenaissance errichtet und bildet den Abschluss des Stadtgartens zur Donau. Ursprünglich waren in den Bogengängen Geschäfte untergebracht, später wurden darin Ateliers eingerichtet. Ab 1884 arbeitete Alajos Stróbl, ein ungarischer Bildhauer und Schöpfer des Matthiasbrunnen hier.
Im Zweiten Weltkrieg wurde das Gebäude schwer beschädigt. Der Turm am Rande des Marktes wurde zerstört sowie weitere Teile der Anlage.
Das Gebäude fungierte zwischen 1961 und 1984 als Buda Jugendpark, in dem viele Musikveranstaltungen und Konzerte für junge Menschen stattfanden. 1980 wurden mehrere Menschen verletzt, als während eines Konzertes der Band EDDA ein steinernes Geländer einer Treppe einstürzte. Der Zustand der Anlage verschlechterte sich seit den 1980er Jahren kontinuierlich, was schließlich zu einer vollständigen Sperrung im Jahr 1984 führte.

## Renovierung

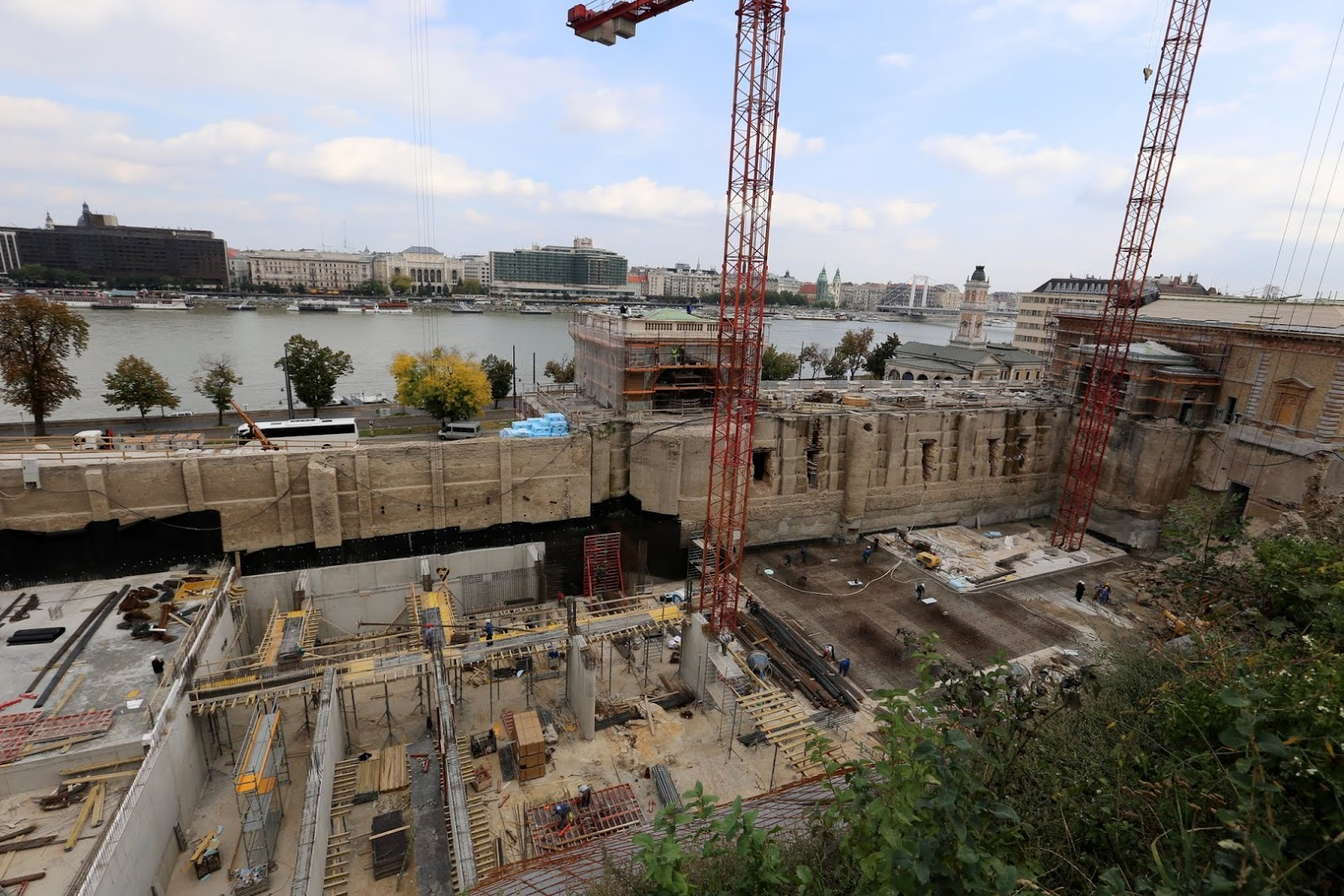
Der Basar während der Erweiterung Oktober 2013

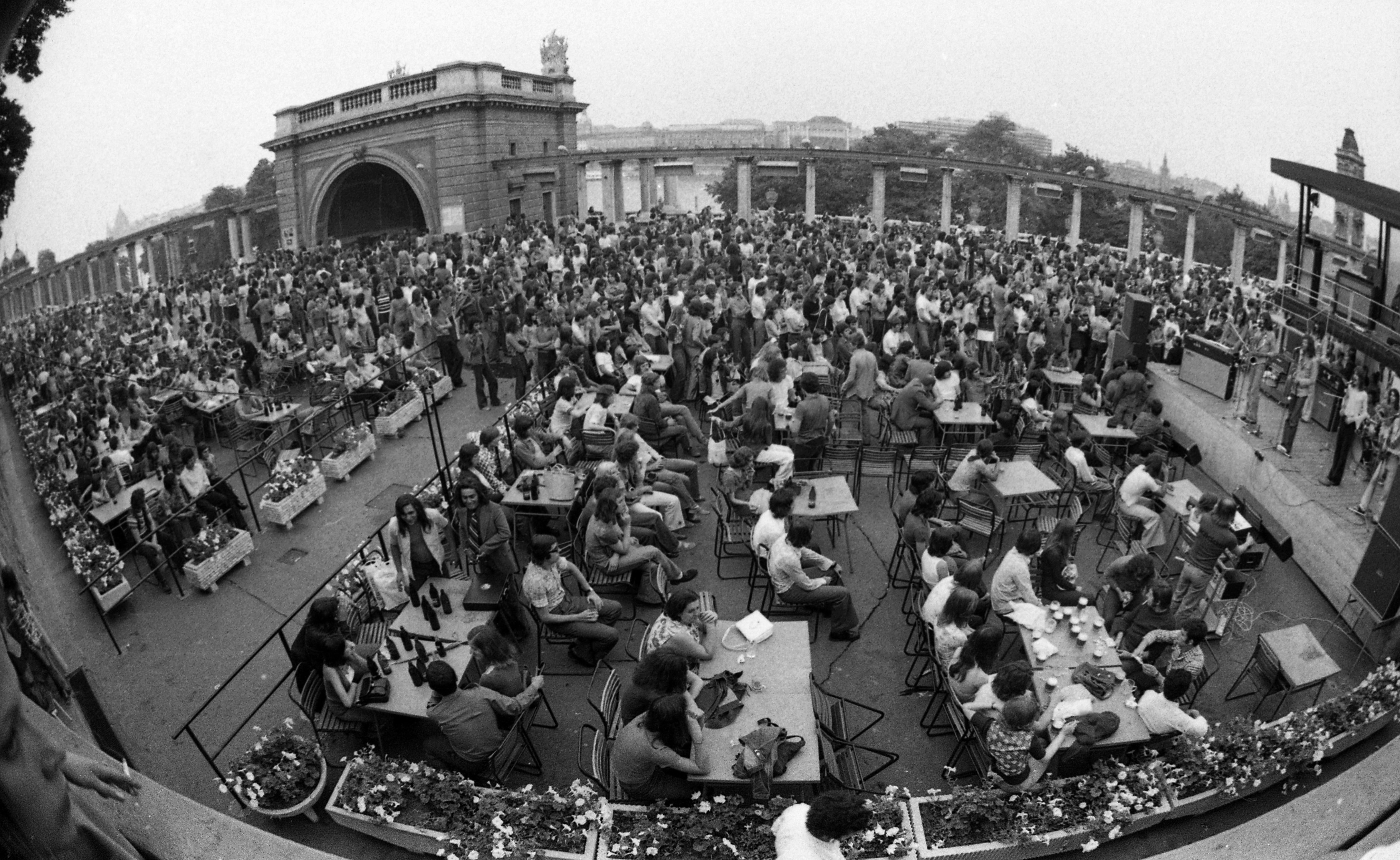
Der gleiche Bereich aus einer anderen Perspektive 1980 oder 84

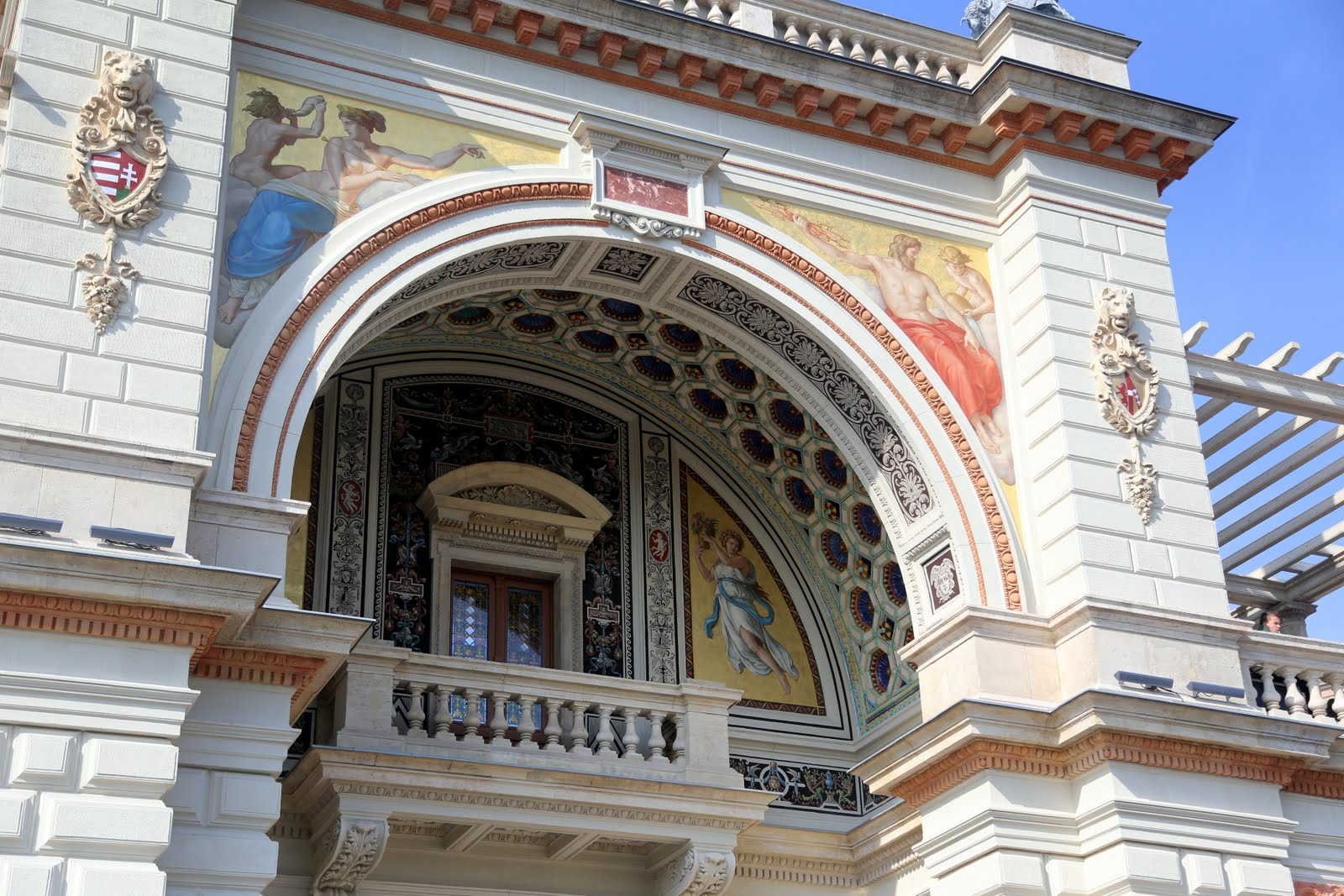
Ein Detail nach der Renovierung

Umbau und Renovierung wurden 2011 beschlossen. Die Bauarbeiten begannen im Sommer 2013. Am 4. April 2014 wurde der fertiggestellte Teil des Denkmals übergeben und innerhalb von drei Tagen von mehr als 50.000 Menschen besichtigt. Am 7. April, dem Tag nach der Parlamentswahl, schloss der Várkért Bazar wieder und der 2. Bauabschnitt wurde begonnen. Am 29. August 2014 erfolgte die Eröffnung der fertiggestellten Anlage. In dieser sind Ausstellungsflächen, ein Veranstaltungszentrum, eine Tiefgarage mit 300 Stellplätzen und ein neuangelegter Renaissancegarten enthalten. Der Turm wurde jedoch noch nicht wiederaufgebaut sowie weitere Teile der ursprünglichen Anlage.
Während der Renovierungsarbeiten in den Jahren 2012 und 2013 wurden von Archäologen des Historischen Museums Budapest Gegenstände aus den letzten 750 Jahren gefunden, hierunter Schmuck, Silbermünzen, Töpfe, Werkzeuge und Waffen aus dem Mittelalter und der Zeit der türkischen Besatzung. Eine Ausstellung dieser Fundstücke befindet sich im südlichen Flügel des Várkert Bazár.

## Vom Donauufer zur Burg
Vom Várkert Bazár führen zahlreiche alternative Routen zum Burgpalast, ein Ausgangspunkt ist der von der Lanchíd utca aus zugängliche Treppenhauspavillon. Im Pavillon ist gleichzeitig der Hauptlift zu den Gärten. Von dort führen eine Rolltreppe und eine auf der Festungsmauer befindliche Treppe zum oberen Promenadenweg. Von dort ist der Burgpalast über weitere Treppen oder mit dem Aufzug erreichbar. Damit ist ein weiterer behindertengerechter Zugang zum Burgpalast entstanden.

## Bilder

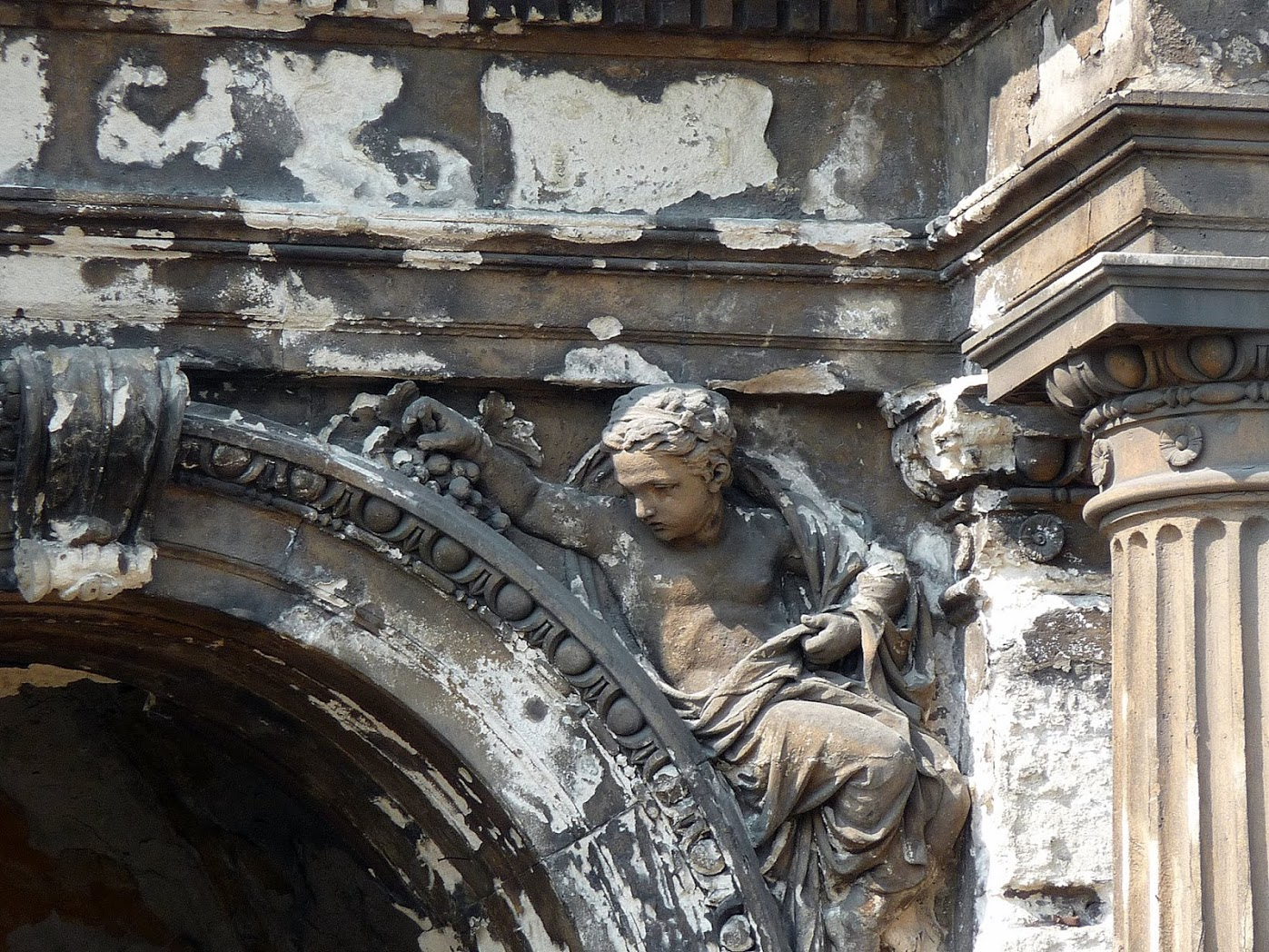
Bogendekoration vor der Renovierung
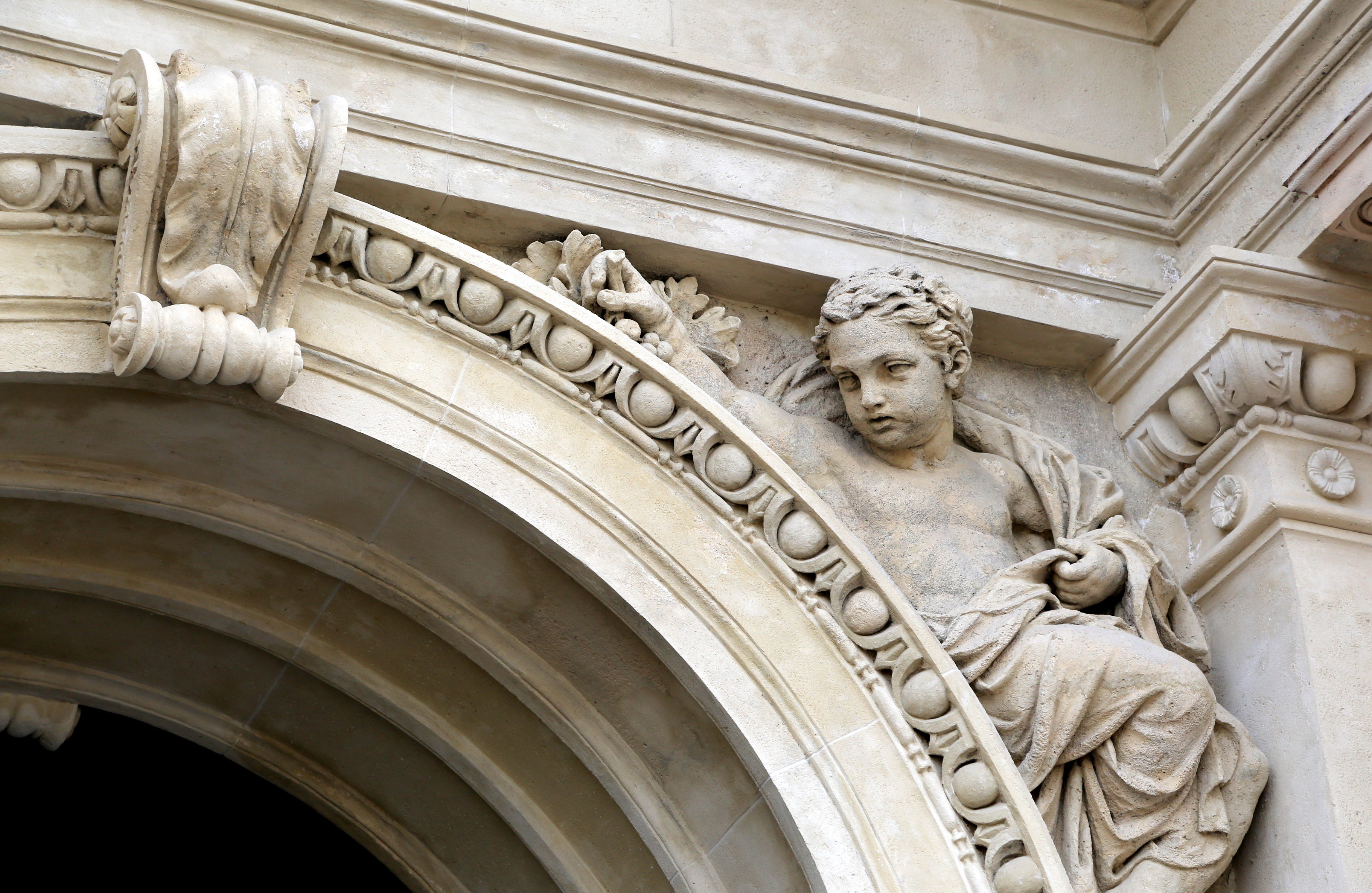
Gleicher Bogen nach der Renovierung
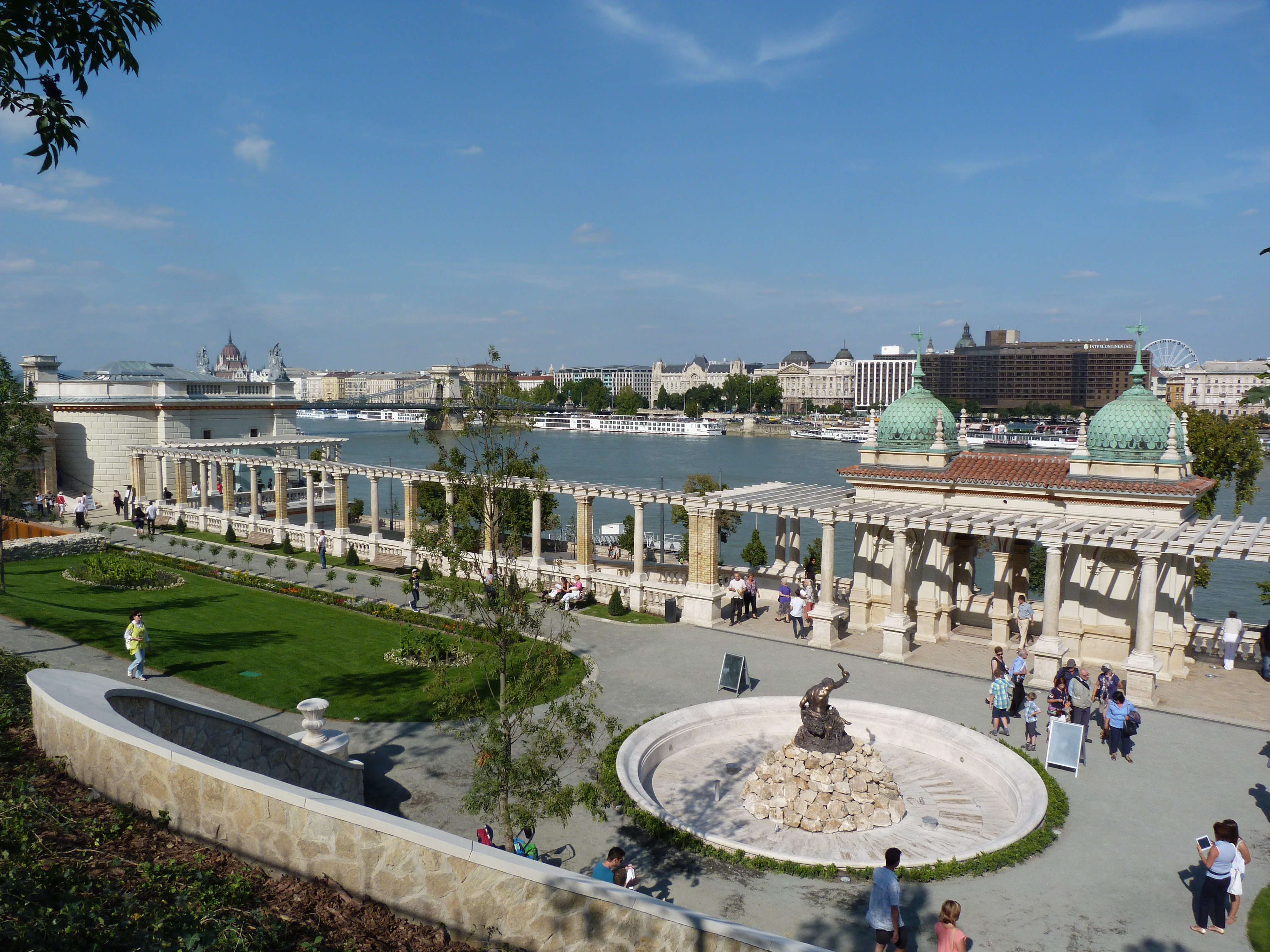
Bei der Eröffnung am 29. August 2014
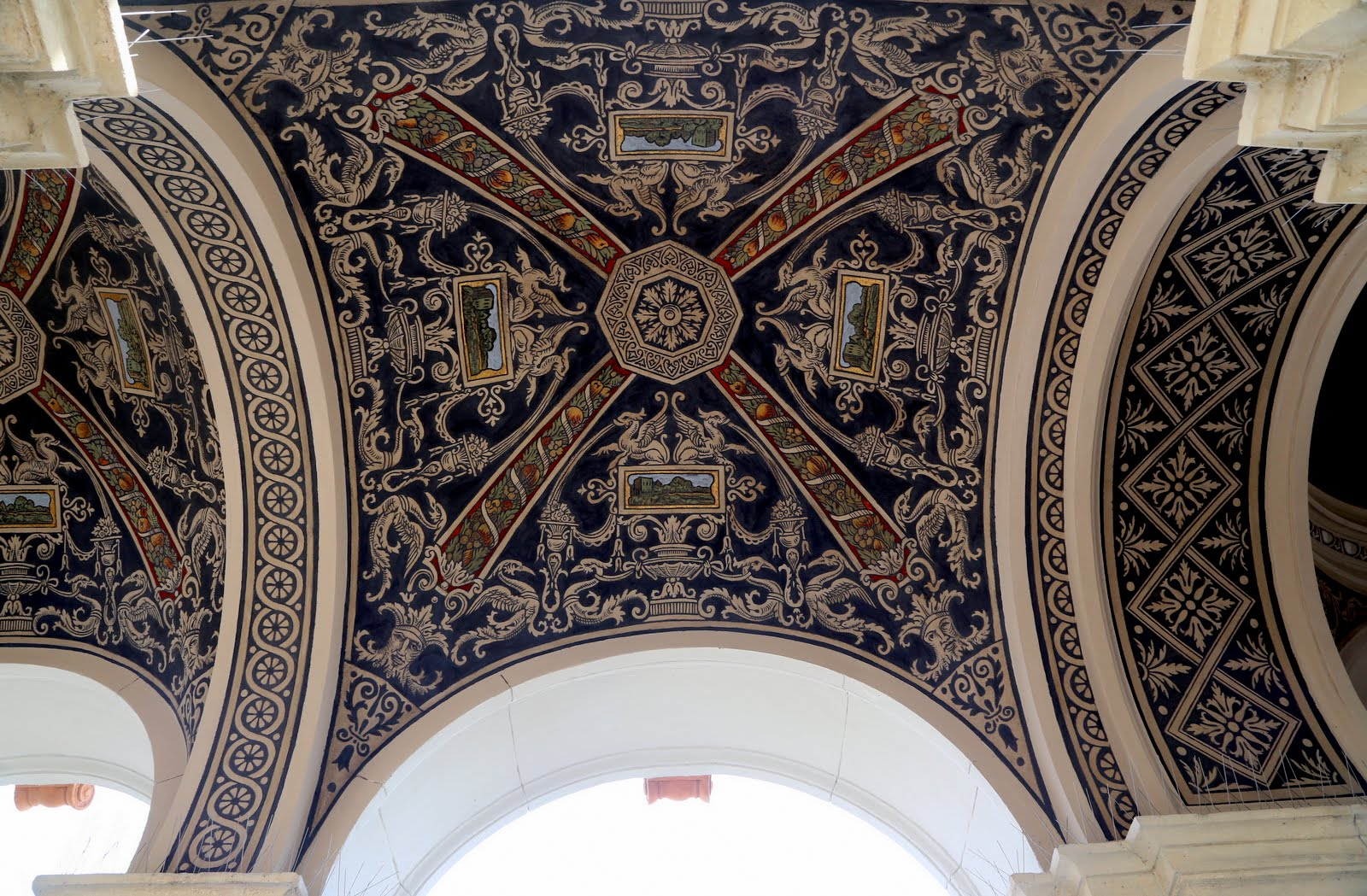
Restaurierte Deckenmalerei
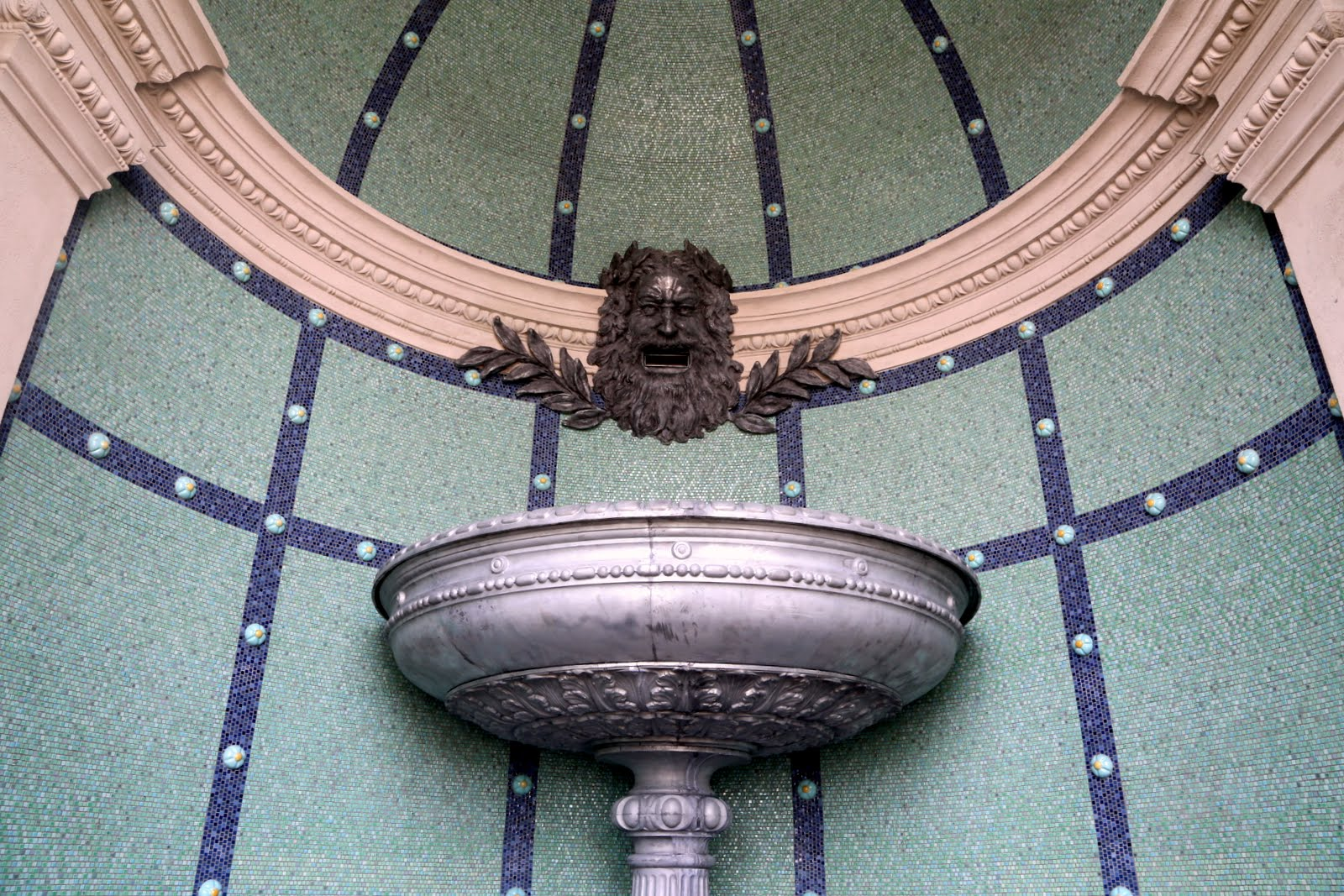
Brunnen mit Mosaiksteinen